# Ojalatero
Ojalatero era una expresión despreciativa empleada por los carlistas durante la Primera Guerra Carlista dedicada a definir a los partidarios del Pretendiente al trono de España que no participaban activamente en los hechos de guerra, manteniéndose en la retaguardia, criticando a los militares que defendían la causa carlista con las armas.
Se atribuye el primer empleo de esta expresión a Carlos O'Donnell y Joris, oficial de caballería carlista "joven, valiente, instruido y gracioso decidor", que cuando volvía de realizar algún servicio que no había resultado positivo, al contarlo en la retaguardia, le comentaban: "¡Ojalá hubiesen vds. atacado por tal o cual parte! ¡Ojalá hubiesen vds. hecho tal o cual movimiento!", por lo que harto de ellos, comenzó a llamar ojalateros a los que así le hablaban.
La expresión se hizo muy popular y comenzó pronto a ser empleada por los soldados para designar a cuanta persona en edad militar que veían pero que no portaba armas. También se aplicaba a los enfermos o heridos que siendo considerados aptos, demoraban la vuelta a su unidad.
Con el tiempo, tras la Proclama de Arciniega, los principales mandos militares y políticos pasaron de ser ejercidos por vascos y navarros a serlo por personas que no eran de estas provincias. Eran los conocidos como "castellanos", personas adictadas al Pretendiente que habían abandonado sus residencias al ser represaliados, refugiándose en el territorio vasco-navarro dominado por los carlistas. Estas personas que se hicieron con los cargos administrativos de la Corte, formaron un grupo político que fue llamado jocosamente la "ojalatería", siendo finalmente conocidos como los verdaderos "ojalateros" en la historia de la Primera Guerra Carlista y acusados de ser los culpables del desastre que obligó a finalizar la guerra.
Adolfo Loning los describe certeramente, contando que ocupaban los mejores alojamientos, recibían abundantes raciones de comida, pedían continuamente dinero a Don Carlos, dinero que recibían pero que debería haber sido empleado para pagar las soldadas. Dice que eran una raza que produjo más daño a la causa carlista que diez derrotas.